# Hisamitsu Springs
Maillots
Hisamitsu Springs (en japonais 久光製薬スプリングス, ひさみつせいやくスプリングス, Hisamitsu Seiyaku Supuringusu) est un club japonais de volley-ball fondé en 1948 et basé à Kōbe et Tosu, évoluant pour la saison 2017-2018 en V Première Ligue.

## Palmarès
- V Première Ligue
  - Vainqueur : 2002, 2007, 2013, 2014[2]2016[3]2018, 2019.
  - Finaliste : 2001, 2006, 2009, 2012, 2015[4]2017.
- Tournoi de Kurowashiki
  - Vainqueur : 2006, 2007, 2013.
  - Finaliste : 2009.
- Coupe de l'impératrice
  - Vainqueur : 2009, 2012, 2013, 2014, 2015[5]2016[6]
  - Finaliste : 2007.
- Championnat AVC des clubs
  - Vainqueur : 2002, 2014[7]
  - Finaliste : 2001, 2015, 2017.

## Résultats en Ligue
| Ligue               | Ligue         | Position  | Équipes | Matchs | Gagné | Perdu |
| ------------------- | ------------- | --------- | ------- | ------ | ----- | ----- |
| Japon Ligue         | 15e (1981–82) | 6e        | 8       | 21     | 6     | 15    |
| Japon Ligue         | 16e (1982–83) | 8e        | 8       | 21     | 0     | 21    |
| Japon Ligue         | 18e (1984–85) | 8e        | 8       | 21     | 3     | 18    |
| Japon Ligue         | 21e (1987–88) | 8e        | 8       | 14     | 2     | 12    |
| Japon Ligue         | 25e (1991–92) | 6e        | 8       | 14     | 4     | 10    |
| Japon Ligue         | 26e (1992–93) | 8e        | 8       | 14     | 1     | 13    |
| V.Ligue             | 1er (1994–95) | 8e        | 8       | 21     | 0     | 21    |
| V.Ligue             | 7e (2000–01)  | Finaliste | 10      | 18     | 12    | 6     |
| V.Ligue             | 8e (2001–02)  | Champion  | 9       | 16     | 11    | 5     |
| V.Ligue             | 9e (2002–03)  | 4e        | 8       | 21     | 14    | 7     |
| V.Ligue             | 10e (2003–04) | 3e        | 10      | 18     | 12    | 6     |
| V.Ligue             | 11e (2004–05) | 6e        | 10      | 27     | 14    | 13    |
| V.Ligue             | 12e (2005–06) | Finaliste | 10      | 27     | 21    | 6     |
| V・Première         | 2006-07       | Champion  | 10      | 27     | 20    | 7     |
| V・Première         | 2007-08       | 3e        | 10      | 27     | 18    | 9     |
| V・Première         | 2008-09       | Finaliste | 10      | 27     | 19    | 8     |
| V・Première         | 2009-10       | 4e        | 8       | 28     | 20    | 8     |
| V・Première         | 2010-11       | 3e        | 8       | 26     | 16    | 10    |
| V・Première         | 2011-12       | Finaliste | 8       | 21     | 15    | 6     |
| V・Première         | 2012-13       | Champion  | 8       | 28     | 21    | 7     |
| V・Première         | 2013-14       | Champion  | 8       | 28     | 23    | 5     |
| V・Première         | 2014-15       | Finaliste | 8       | 21     | 17    | 4     |
| V・Première         | 2015-16       | Champion  | 8       | 21     | 15    | 6     |
| V・Première         | 2016-17       | Finaliste | 8       | 21     | 14    | 7     |
| V・Première         | 2017-18       | Champion  | 8       | 21     | 21    | 0     |
| V・Ligue Division 1 | 2018-19       | Champion  | 11      | 20     | 18    | 2     |
| V・Ligue Division 1 | 2019-20       | 7e        | 12      | 21     | 10    | 11    |

## Effectifs

### Saison 2020-2021
| No                         | Nom                        | Date de naissance          | Taille                         | Poids                          | Poste                          |
| -------------------------- | -------------------------- | -------------------------- | ------------------------------ | ------------------------------ | ------------------------------ |
| 1                          | Miyu Nagaoka               | 25 juillet 1991            | 179                            | 63                             | Réceptionneuse-attaquante      |
| 2                          | Misaki Inoue               | 8 septembre 1994           | 171                            | 63                             | Passeuse                       |
| 4                          | Nana Iwasaka               | 3 juillet 1990             | 187                            | 72                             | Centrale                       |
| 5                          | Arisa Inoue                | 8 mai 1995                 | 180                            | 67                             | Réceptionneuse-attaquante      |
| 6                          | Yuki Ishii                 | 8 mai 1991                 | 179                            | 68                             | Réceptionneuse-attaquante      |
| 7                          | Hikari Kato                | 26 août 1997               | 179                            | 74                             | Réceptionneuse-attaquante      |
| 8                          | Rika Nomoto                | 21 septembre 1991          | 179                            | 70                             | Réceptionneuse-attaquante      |
| 9                          | Haruka Kanamori            | 9 avril 1996               | 176                            | 66                             | Réceptionneuse-attaquante      |
| 10                         | Kotoki Zayasu              | 11 janvier 1990            | 159                            | 60                             | Libero                         |
| 11                         | Erika Sakae                | 3 avril 1991               | 168                            | 54                             | Passeuse                       |
| 12                         | Yuka Imamura               | 2 septembre 1993           | 175                            | 70                             | Réceptionneuse-attaquante      |
| 13                         | Akari Shirasawa            | 7 mars 1998                | 164                            | 60                             | Réceptionneuse-attaquante      |
| 14                         | Miyu Nakagawa              | 8 janvier 2000             | 182                            | 65                             | Réceptionneuse-attaquante      |
| 15                         | Yuka Ikeya                 | 27 décembre 1997           | 156                            | 55                             | Libero                         |
| 16                         | Foluke Akinradewo          | 5 octobre 1987             | 191                            | 79                             | Centrale                       |
| 17                         | Asuka Hamamatsu            | 22 décembre 1998           | 182                            | 67                             | Centrale                       |
| 18                         | Mana Toe                   | 18 mai 1994                | 163                            | 60                             | Libero                         |
| 19                         | Shion Hirayama             | 7 novembre 2000            | 180                            | 68                             | Centrale                       |
| 20                         | Ayaka Araki                | 2 septembre 2001           | 184                            | 76                             | Centrale                       |
| 24                         | Ayano Kojima               | 24 juillet 1991            | 168                            | 57                             | Passeuse                       |
|                            |                            |                            |                                |                                |                                |
| Encadrement technique      | Encadrement technique      |                            | Légende                        | Légende                        | Légende                        |
| Entraîneur : Shinko Sakai  | Entraîneur : Shinko Sakai  | Entraîneur : Shinko Sakai  | : Capitaine                    | : Capitaine                    | : Capitaine                    |
| Entraîneur(s) adjoint(s) : | Entraîneur(s) adjoint(s) : | Entraîneur(s) adjoint(s) : | : Joueuse blessée actuellement | : Joueuse blessée actuellement | : Joueuse blessée actuellement |